# Seat Leon
Der Seat Leon ist ein Kompaktwagen des spanischen Automobilherstellers Seat, der nach der spanischen Provinzhauptstadt León benannt wurde. Er wird seit Herbst 1999 in bisher vier Generationen hergestellt und erfuhr mehrere Modellpflegen. Von allen Generationen wurden bis Januar 2020 mehr als 2 Millionen Fahrzeuge verkauft.
Der Leon teilt seine technische Basis mit dem VW Golf der jeweils entsprechenden Generation.

## Die Baureihen im Überblick

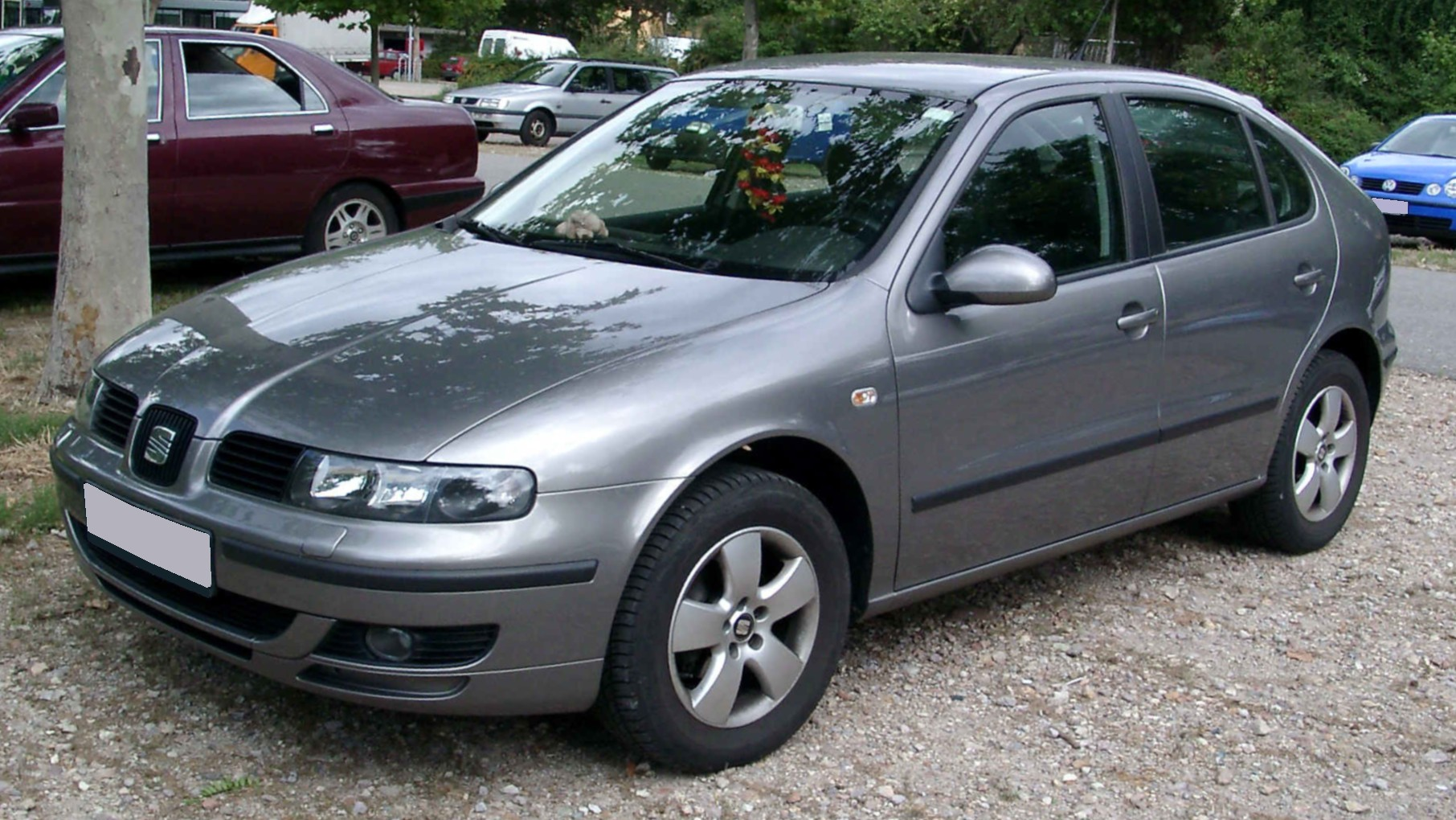
Seat Leon I 1999–2006
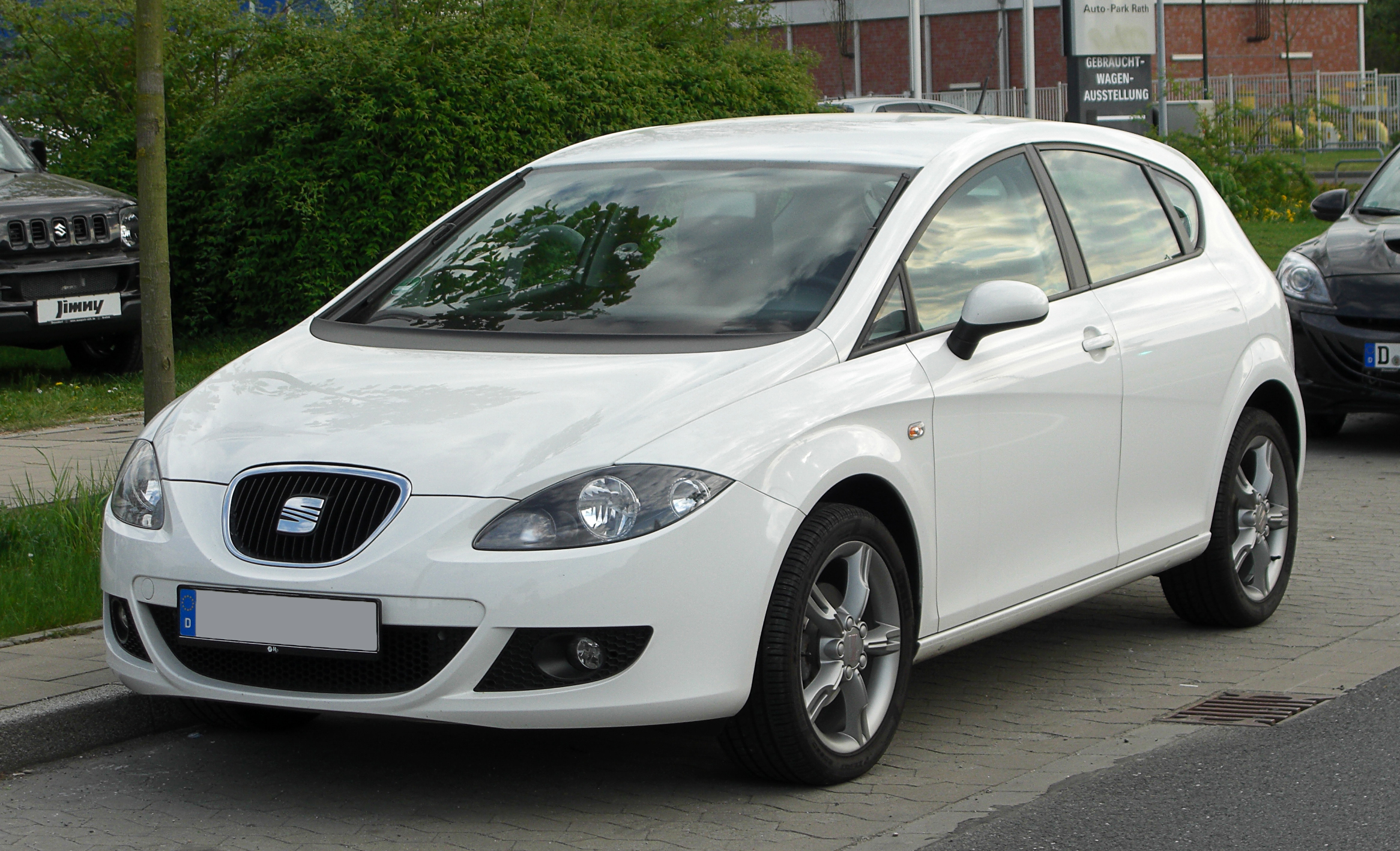
Seat Leon II 2005–2012
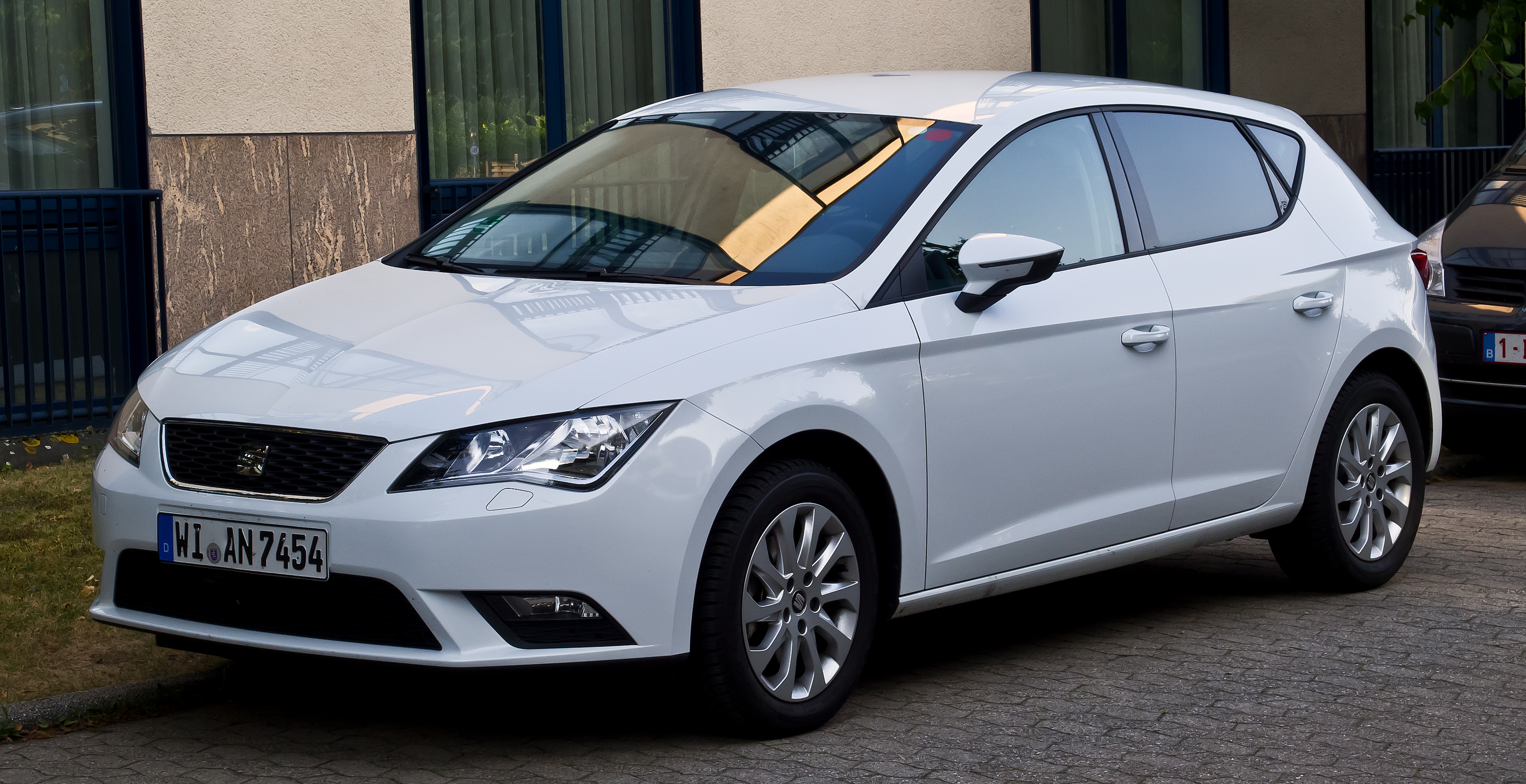
Seat Leon III 2012–2020
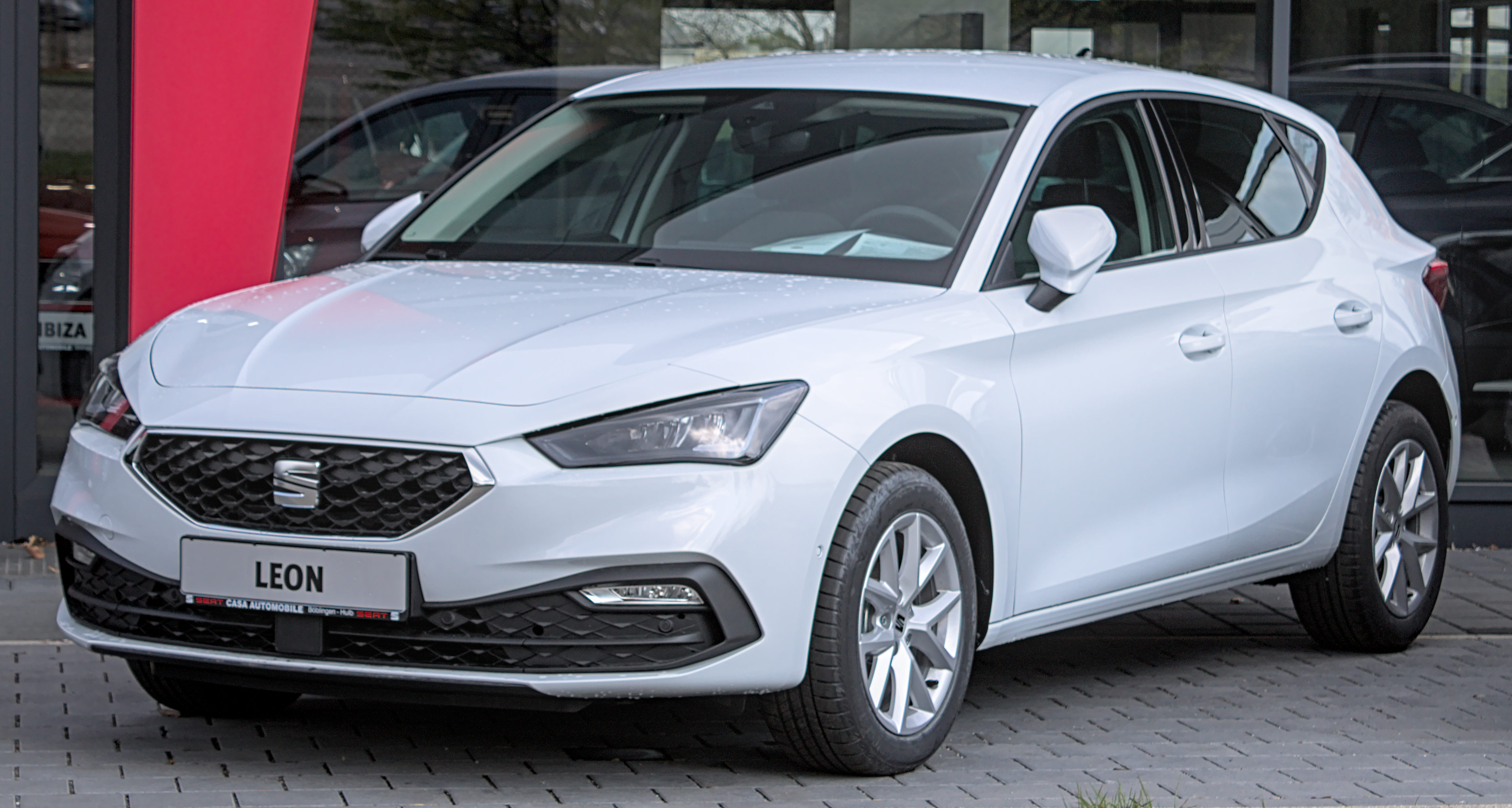
Seat Leon IV seit 2020